# Rallye Portugal 1979
Die 13. Rallye Portugal war der 3. Lauf zur Rallye-Weltmeisterschaft 1979. Sie fand vom 6. bis zum 11. März in der Region von Estoril statt.

## Klassifikationen

### Endergebnis
| Rang | Fahrer             | Co-Pilot          | Auto                 | Zeit (Std./Min./Sek.) | Rückstand Sieger (Std./Min./Sek.) Rückstand V (Min./Sek.) |
| ---- | ------------------ | ----------------- | -------------------- | --------------------- | --------------------------------------------------------- |
| 1    | Hannu Mikkola      | Arne Hertz        | Ford Escort RS1800   | 9:13:52               | 0:00:00 00:00                                             |
| 2    | Björn Waldegård    | Hans Thorszelius  | Ford Escort RS1800   | 9:16:36               | 0:02:44 02:44                                             |
| 3    | Ove Andersson      | Henry Liddon      | Toyota Celica 2000GT | 9:35:00               | 0:21:08 18:24                                             |
| 4    | Andy Dawson        | Martin Holmes     | Datsun 160J          | 10:01:37              | 0:47:45 26:37                                             |
| 5    | Carlos Torres      | Pedro de Almeida  | Ford Escort RS2000   | 10:05:49              | 0:51:57 04:12                                             |
| 6    | Harald Demuth      | Arwed Fischer     | Audi 80 GLE          | 10:06:37              | 0:52:45 00:48                                             |
| 7    | Freddy Kottulinsky | Michael Schwägerl | Audi 80 GLE          | 10:52:38              | 1:38:46 46:01                                             |
| 8    | Joaquim Santos     | Albino Tristão    | Opel Kadett GT/E     | 11:32:10              | 2:18:18 39:32                                             |
| 9    | Jorge Ortigão      | Joaquim Bessa     | Opel Ascona SR       | 11:44:58              | 2:31:06 12:48                                             |
| 10   | Marques Baptista   | Isabel Baptista   | Opel Ascona SR       | 11:58:12              | 2:44:20 13:14                                             |

Insgesamt wurden 16 von 88 gemeldeten Fahrzeuge klassiert:

### Wertungsprüfungen
| Tage         | WP | Startzeit LT | Name              | Länge    | Gewinner                      | Zeit  | Leader           |
| ------------ | -- | ------------ | ----------------- | -------- | ----------------------------- | ----- | ---------------- |
| 7.–8. März   | 1  | 10:15        | Lagoa Azul 1      | 5,00 km  | Bernard Darniche              | 2:35  | Bernard Darniche |
| 7.–8. März   | 2  | 10:30        | Peninha 1         | 6,50 km  | Bernard Darniche              | 4:08  | Bernard Darniche |
| 7.–8. März   | 3  | 12:37        | Montejunto        | 8,00 km  | Hannu Mikkola                 | 4:54  | Bernard Darniche |
| 7.–8. März   | 4  | 14:22        | Sao Pedro de Moel | 7,50 km  | Bernard Darniche              | 3:48  | Bernard Darniche |
| 7.–8. März   | 5  | 18:45        | Figueira da Foz   | 9,00 km  | Bernard Darniche              | 4:33  | Bernard Darniche |
| 7.–8. März   | 6  | 20:13        | Relvas - Lousa    | 21,00 km | Bernard Darniche              | 16:15 | Bernard Darniche |
| 7.–8. März   | 7  | 20:54        | Candosa 1         | 6,50 km  | Bernard Darniche              | 5:04  | Bernard Darniche |
| 7.–8. März   | 8  | 21:34        | Fajao - Arganil 1 | 45,40 km | Hannu Mikkola                 | 35:20 | Hannu Mikkola    |
| 7.–8. März   | 9  | 0:30         | Candosa 2         | 6,50 km  | Hannu Mikkola                 | 5:19  | Hannu Mikkola    |
| 7.–8. März   | 10 | 1:10         | Fajao - Arganil 2 | 45,40 km | Hannu Mikkola                 | 35:11 | Hannu Mikkola    |
| 7.–8. März   | 11 | 3:44         | Viseu 1           | 26,50 km | Hannu Mikkola Björn Waldegård | 18:07 | Hannu Mikkola    |
| 7.–8. März   | 12 | 5:05         | Freita            | 24,50 km | Björn Waldegård               | 18:48 | Hannu Mikkola    |
| 8. März      | 13 | 17:49        | Ponte de Lima 1   | 22,00 km | Hannu Mikkola                 | 16:37 | Hannu Mikkola    |
| 8. März      | 14 | 19:06        | Sao Lourenco 1    | 27,00 km | Hannu Mikkola                 | 22:30 | Hannu Mikkola    |
| 8. März      | 15 | 19:53        | Orbacem 1         | 11,50 km | Björn Waldegård               | 8:01  | Hannu Mikkola    |
| 8. März      | 16 | 21:20        | Ponte de Lima 2   | 22,00 km | Jean-Luc Thérier              | 17:30 | Hannu Mikkola    |
| 8. März      | 17 | 22:28        | Sao Lourenco 2    | 27,00 km | Hannu Mikkola                 | 23:49 | Hannu Mikkola    |
| 8. März      | 18 | 23:13        | Orbacem 2         | 11,50 km | Björn Waldegård               | 8:10  | Hannu Mikkola    |
| 9.–10. März  | 19 | 11:33        | Fafe              | 8,00 km  | Björn Waldegård               | 6:29  | Hannu Mikkola    |
| 9.–10. März  | 20 | 11:56        | Cabreira          | 27,00 km | Hannu Mikkola                 | 20:41 | Hannu Mikkola    |
| 9.–10. März  | 21 | 13:09        | Senhora da Graca  | 41,50 km | Hannu Mikkola                 | 32:24 | Hannu Mikkola    |
| 9.–10. März  | 22 | 14:02        | Marao             | 37,00 km | Hannu Mikkola Björn Waldegård | 29:26 | Hannu Mikkola    |
| 9.–10. März  | 23 | 16:00        | Lamego            | 17,50 km | Hannu Mikkola                 | 11:26 | Hannu Mikkola    |
| 9.–10. März  | 24 | 17:00        | Moes              | 15,00 km | Björn Waldegård               | 12:37 | Hannu Mikkola    |
| 9.–10. März  | 25 | 17:30        | Viseu 2           | 26,50 km | Hannu Mikkola                 | 18:36 | Hannu Mikkola    |
| 9.–10. März  | 26 | 22:33        | Vide 1            | 12,00 km | Björn Waldegård               | 8:37  | Hannu Mikkola    |
| 9.–10. März  | 27 | 23:11        | Arganil 1         | 43,00 km | Hannu Mikkola                 | 31:00 | Hannu Mikkola    |
| 9.–10. März  | 28 | 0:23         | Candosa 3         | 6,50 km  | Björn Waldegård               | 5:28  | Hannu Mikkola    |
| 9.–10. März  | 29 | 1:02         | Lousa 1           | 10,50 km | Björn Waldegård               | 8:29  | Hannu Mikkola    |
| 9.–10. März  | 30 | 2:57         | Vide 2            | 12,00 km | Björn Waldegård               | 8:48  | Hannu Mikkola    |
| 9.–10. März  | 31 | 3:35         | Arganil 2         | 43,00 km | Hannu Mikkola                 | 31:56 | Hannu Mikkola    |
| 9.–10. März  | 32 | 4:47         | Candosa 4         | 6,50 km  | Hannu Mikkola                 | 5:27  | Hannu Mikkola    |
| 9.–10. März  | 33 | 5:26         | Lousa 2           | 10,50 km | Hannu Mikkola                 | 8:44  | Hannu Mikkola    |
| 10.–11. März | 34 | 22:15        | Lagoa Azul 2      | 5,00 km  | Björn Waldegård               | 2:37  | Hannu Mikkola    |
| 10.–11. März | 35 | 22:28        | Peninha 2         | 6,50 km  | Björn Waldegård               | 4:26  | Hannu Mikkola    |
| 10.–11. März | 36 | 22:46        | Sintra 1          | 10,50 km | Björn Waldegård               | 7:45  | Hannu Mikkola    |
| 10.–11. März | 37 | 0:09         | Lagoa Azul 3      | 5,00 km  | Björn Waldegård               | 2:43  | Hannu Mikkola    |
| 10.–11. März | 38 | 0:22         | Peninha 3         | 6,50 km  | Björn Waldegård               | 4:19  | Hannu Mikkola    |
| 10.–11. März | 39 | 0:40         | Sintra 2          | 10,50 km | Björn Waldegård               | 7:47  | Hannu Mikkola    |
| 10.–11. März | 40 | 2:03         | Lagoa Azul 4      | 5,00 km  | Hannu Mikkola                 | 2:41  | Hannu Mikkola    |
| 10.–11. März | 41 | 2:16         | Peninha 4         | 6,50 km  | Björn Waldegård               | 4:17  | Hannu Mikkola    |
| 10.–11. März | 42 | 2:34         | Sintra 3          | 10,50 km | Hannu Mikkola                 | 7:43  | Hannu Mikkola    |
| 10.–11. März | 43 | 3:57         | Lagoa Azul 5      | 5,00 km  | Björn Waldegård               | 2:38  | Hannu Mikkola    |
| 10.–11. März | 44 | 4:10         | Peninha 5         | 6,50 km  | Björn Waldegård               | 4:19  | Hannu Mikkola    |
| 10.–11. März | 45 | 4:28         | Sintra 4          | 10,50 km | Björn Waldegård               | 7:42  | Hannu Mikkola    |

### Fahrer-Weltmeisterschaft
| Pos. | Fahrer           | Punkte |
| ---- | ---------------- | ------ |
| 1    | Björn Waldegård  | 45     |
| 2    | Hannu Mikkola    | 36     |
| 3    | Markku Alén      | 22     |
| 4    | Bernard Darniche | 20     |
| 5    | Stig Blomqvist   | 20     |

### Herstellerwertung
| Pos. | Team   | Punkte |
| ---- | ------ | ------ |
| 1    | Ford   | 50     |
| 2    | Fiat   | 26     |
| 3    | Opel   | 22     |
| 4    | Lancia | 18     |
| 5    | Saab   | 15     |